# Zehnhausen bei Wallmerod
Zehnhausen bei Wallmerod è un comune di 180 abitanti della Renania-Palatinato, in Germania.
Appartiene al circondario (Landkreis) del Westerwaldkreis (targa WW) ed è parte della comunità amministrativa (Verbandsgemeinde) di Wallmerod.